# Anomalites
Anomalites es un género extinto de escarabajo de hoja brillante que contiene la especie solitaria Anomalites fugitivus. La especie se encontró conservada en cuarzo del Eoceno del centro de Francia y fue descrita por primera vez por Antonín Frič.

## Distribución
El único espécimen conocido fue recuperado de «cuarzo de agua dulce» (en alemán: Süßwasserquarz) extraído en Nogent-le-Rotrou de Centre-Val de Loire, Francia antes de 1885. Inicialmente, los depósitos de cuarzo solo se fecharon en general como Terciario, pero un refinamiento posterior de las estimaciones de edad ha dado una edad en el Priaboniano del Eoceno.

## Historia y clasificación
El único fósil conocido de Anomalites fugitivus fue descubierto por primera vez por V. Spigl, un trabajador de la fábrica de piedra de molino de Praga propiedad de Gabrial Zizka. Durante el proceso de tallado, Spigl encontró una pequeña bolsa en el cuarzo de agua dulce con el reemplazo del escarabajo fundido en cuarzo conservado en su interior. El escarabajo y la cavidad se guardaron y se los mostraron a Zizka, quien a su vez los confió al paleontólogo checo Antonín Frič para que los examinara. Frič presentó el espécimen en una charla el 7 de marzo de 1884 y luego como artículo impreso por la Real Sociedad Bohemia de Ciencias en 1885. Basándose en los caracteres limitados presentes y visibles a través de la capa exterior de cuarzo, consideró que el escarabajo era similar al género moderno Anomala y le dio el nuevo nombre de género Anomalites en reflejo de eso. Acuñó el epíteto de especie fugitivus como referencia al descubrimiento de fósiles tan lejos de su lugar de origen.
Frič envió ilustraciones del espécimen al destacado paleontólogo francés Jean Albert Gaudry preguntándole si se conocía algún otro fósil como este en los cuarzos de agua dulce. Gaudry, a su vez, interrogó a otros investigadores de la geología franceses. Todos los interrogados estuvieron de acuerdo en que el espécimen era único y no se conocían otros ejemplos. Por ello, y respetando la filosofía del paleontólogo Joachim Barrande de que los fósiles deberían pertenecer a su país de origen, Frič organizó el regreso del escarabajo A. fugitivus a Francia. Fue entregado al Jardín de plantas de París, sede del Museo Nacional de Historia Natural de Francia, donde se adhirió como espécimen «MNHN.F.B68850».

## Descripción

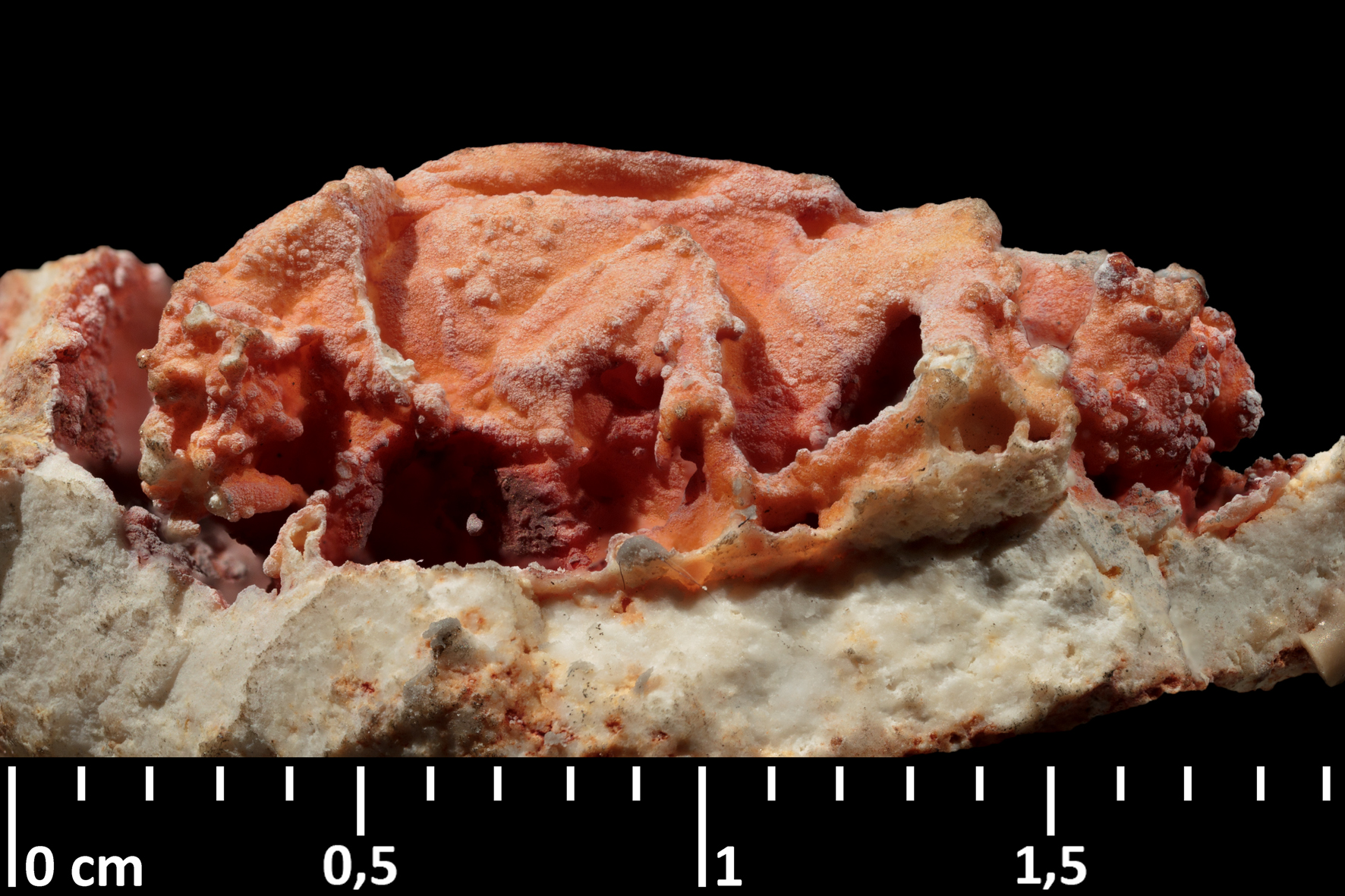
Vista ventral.

El espécimen de Anomalites fugitivus está incompleto, le faltan las piernas y el cuerpo se conserva como un molde de cuarzo adherido a la matriz mediante una fina cresta de matriz. Frič opinaba que las carcasas de las alas encogidas indicaban que el individuo aún estaba terminando de convertirse en pupa y que la pequeña cavidad que contenía el escarabajo era un molde del propio capullo. Notó que las formas tanto del escutelo como del escudo de la cabeza son muy similares a las de los abejorros del género Anomala.